# Penthalodidae
Penthalodidae zijn  een familie van mijten. Bij de familie zijn 6 geslachten met circa 35 soorten ingedeeld.